# Konec světa se prý nekonal
Konec světa se prý nekonal (La fin du monde n'aurait pas eu lieu) je druhá francouzsky psaná kniha Patrika Ouředníka. Uchronický román se odehrává se v blízké budoucnosti „po konci světa“. Kniha je psána v ich-formě a autor zde vystupuje pod svým vlastním jménem. Dějovou linku tvoří příběh Francouze Gasparda Boisverta, překladatele americké literatury, který se na několik měsíců stane poradcem nejmenovaného „nejhloupějšího amerického prezidenta všech dob“. Gaspardův osud, který je po matce židovsko-ukrajinského původu, po otci ale možná vnuk Adolfa Hitlera, umožňuje Ouředníkovi rozvinout úvahy o současném světě. „Podobně jako ve svých předchozích knihách, i zde si Ouředník vyřizuje účty s jistým typem dějinného diskursu a se způsobem, jakým máme ve zvyku líčit přítomnost,“ píše autor doslovu Jean Montenot. V závěru knihy je hlavní postava zasažena amnézií; analogicky je možné chápat Gaspardovu ztrátu paměti jako platnou pro celý západní svět.
Z francouzského originálu přeložila Olga Špilarová.

## Ohlasy na francouzské vydání
- Radostný tanec v budoucích troskách našeho světa. Ouředník je jeden z těch vzácných spisovatelů, kteří si mohou dovolit všechno. Alain Fribas, Sens critique, Paříž
- Ouředník, zapřisáhlý nepřítel korektního myšlení, je také mistr velice pravděpodobných absurdností. Eric de Bellefroid, Libre Belgique, Brusel
- Nic mu neunikne: obnošené stereotypy a nová klišé, idiotské společenské tiky a módy... Absurdní statistiky, hospodské řeči a vtipy bez pointy se tu bezstarostně mísí u příležitosti konce jednoho světa.  Isabelle Rüf, Le Temps, Lausanne
- Ouředník odstraňuje nánosy bahna z našeho vědomí a dělá to s humorem a s nevšední důmyslností. Gabrielle Napoli, La Quinzaine littéraire, Paříž
- Česko-francouzský spisovatel si opět zahrává s nebezpečnými myšlenkami a žongluje mezi beznadějí a komikou: je nemožné vymanit se z Ouředníkova velmi osobního humoru.  Boris Senff, Vingt-quatre heures, Ženeva
- Říká se, že humor je zdvořilou podobou beznaděje. O Ouředníkovi to platí stoprocentně.  Alain Dreyfus, Le Magazine littéraire, Paříž
- Ouředníkovi se s každou novou knihou daří stejný zázrak: regenerovat s erudicí a humorem literární pole.  Eric Chauvier, Mobilis, Bordeaux
- Europeana, Ad acta, Konec světa – tři knihy, které řadí Patrika Ouředníka mezi nejoriginálnější spisovatele současnosti. Les Cahiers bleus, Paříž
- Neztrácejte čas s knihami, po kterých za pár let pes neštěkne. Čtěte Ouředníka. Elle, Paříž
- Fraška, groteska, satira? Ano, samozřejmě. Ale také ne. Protože autor tak úplně nežertuje. Eric Chevillard, Le Monde, Paříž

## Ohlasy na české vydání
Pozitivně se vyjádřili Radim Kopáč (Lidové noviny), Viktor Janiš (tamtéž) Petr Bílek (Literární noviny), Tomáš Matras (Přítomnost), Petr Nagy (Reflex), Sára Vybíralová (A2) a Petr Fischer (iLiteratura), záporně naopak reagoval Petr A. Bílek (Aktuálně).

## Vydání
- La fin du monde n'aurait pas eu lieu, Allia, Paříž, 2017. ISBN 979-10-304-0470-8
- La fine del mondo sembra non sia arrivata, Quodlibet, Řím, 2017. ISBN 978-88-229-0212-2
- Konec světa se prý nekonal, Torst, Praha, 2018. ISBN 978-80-7215-576-7
- The End of the World Might Not Have Taken Place, Dalkey Archive Press, Chicago, 2019. ISBN 978-16-2897-339-6
- Kpajot ha cbetot haboдho hе cе cпyчип, Slavika libris, Skopje, 2020. ISBN 978-608-66375-6-9
- O Fim do mundo não terá acontecido, Antígona, Lisabon, 2022. ISBN 978-972-608-413-6
- Το τέλος του κόσμου δεν θα είχε συμβεί, World Books, Athens, 2023. ISBN  978-618-86025-6-4
- Das Ende der Welt dürfte nicht stattgefunden haben, FotoTapeta, Berlin, 2023. ISBN 978-3-949262-33-3

## Ocenění
- 2022: Top 10 2022, Observador, Portugalsko
- 2019: Nominace: Prix international Jean Michalski, Švýcarsko
- 2018: Best European Fiction, USA
- 2018: Nominace: Prix Marcel Thiry, Belgie
- 2018: Top 10 2017, Le Temps, Švýcarsko
- 2018: Prix Oblique, Francie